# 叙兹河畔维利耶
叙兹河畔维利耶（法語：Villiers-sur-Suize，法語發音：[vilje syʁ sɥiz]）是法国上马恩省的一个市镇，属于肖蒙区。

## 地理
叙兹河畔维利耶（47°58'50"N, 5°11'50"E）面积17.55 平方千米，位于法国大東部大區上马恩省，该省份为法国东北部内陆省份，北起马恩省和默兹省，西接奥布省，西南接科多尔省，东南接上索恩省，东临孚日省。
与叙兹河畔维利耶接壤的市镇（或旧市镇、城区）包括：法沃罗勒、莱丰、马拉克、马恩河畔马尔奈。

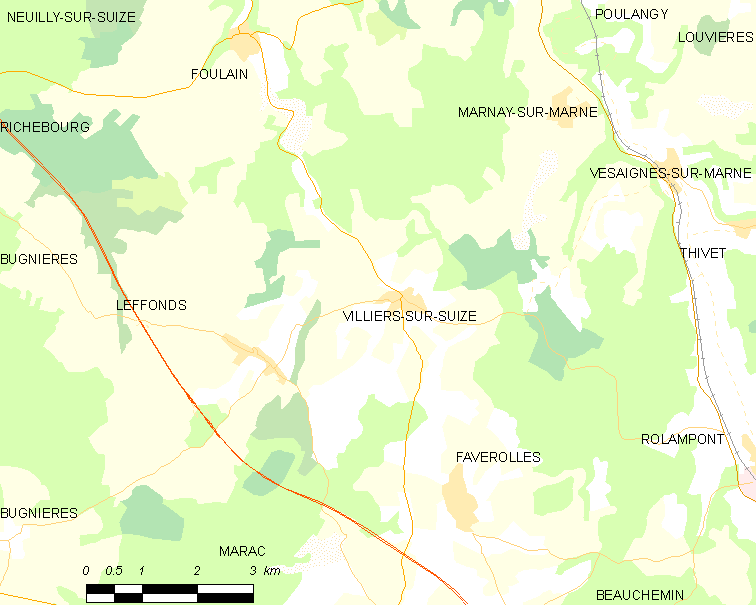
叙兹河畔维利耶的OSM定位图

叙兹河畔维利耶的时区为UTC+01:00、UTC+02:00（夏令时）。

## 行政
叙兹河畔维利耶的邮政编码为52210，INSEE市镇编码为52538。

## 政治
叙兹河畔维利耶所属的省级选区为沙托维兰县。

## 人口

1962-2008年间叙兹河畔维利耶人口变化图示

叙兹河畔维利耶于2022年1月1日时的人口数量为258人。